# 梁德明 (馬來西亞)
梁德明（马来语：Liang Teck Meng；1971年7月24日—），马来西亚政治人物，为马来西亚民政运动前总秘书。他曾经于2008年至2018年担任柔佛州新邦令金国会议员，后来在第十四届全国大选败给希望联盟土著团结党的现任教育部长马智礼。此外梁德明有在中国报刊登专栏，而他也是一名电子工程师，育有两名孩子，曾于宽柔中学和日本东北大学就读。

## 政治生涯
梁德明于2001年加入民政党。2008年马来西亚第十二届全国大选，梁德明接替民政党前署理主席郭洙镇律师，上阵新邦令金国会议席，并成功连任两届国会议员，直到2018年止。
梁德明曾于2016年至2018年担任马来西亚国家水务委员会主席。

## 著作
《心德分明》（2012）